# Collected (album, Limp Bizkit)
Colected je album skupiny Limp Bizkit. Oproti Greatest Hitz zde ale není žádná nová skladba.

## Skladby
1. Pollution
2. The Propaganda
3. Build a bridge
4. The Story
5. Rollin (Air Raid Vehicle)
6. Livin it Up
7. Show Me What You Got
8. Behind Blue Eyes
9. Getcha Groove On
10. Nobody Like You
11. Stuck
12. Re-Arranged
13. Counterfeit
14. The Truth